# Plymouth (Carolina del Norte)
Plymouth es un pueblo ubicado en el condado de Washington en el estado estadounidense de Carolina del Norte. Es sede del condado de Washington. La localidad en el año 2000, tenía una población de 4.107 habitantes en una superficie de 10 km², con una densidad poblacional de 409.9 personas por km².

## Geografía
Plymouth se encuentra ubicado en las coordenadas 35°51′35″N 76°44′52″O / 35.85972, -76.74778. Según la Oficina del Censo, la localidad tiene un área total de 10 km² (3,9 mi²), de la cual 10 km² (3,9 mi²) es tierra y 0 km² (0 mi²) (0.26%) es agua.

### Localidades adyacentes
El siguiente diagrama muestra a las localidades en un radio de 32 kilómetros (19,9 mi) de Plymouth.

## Demografía
En el 2000 la renta per cápita promedia del hogar era de $17.281, y el ingreso promedio para una familia era de $26.800. El ingreso per cápita para la localidad era de $12.067. En 2000 los hombres tenían un ingreso per cápita de $26.352 contra $17.350 para las mujeres. Alrededor del 37.50% de la población estaba bajo el umbral de pobreza nacional.